# 經濟大國
經濟大國又稱為經濟強國，是指在金融、經濟擁有強大的優勢和影響力的國家，例如美國、日本等國。

## 定義
經濟大國沒有明確的定義，一般來說國內生產總值較高，擁有強大經濟能力的國家，會被視為經濟大國。
被稱作經濟大國的國家，包括美國、日本、德國、法國、英國等，但經濟大國的經濟總量龐大，不必然代表經濟發達。例如國內生產總值第6名的印度，其人均國內生產總值屬於後段，而國內生產總值第37名的新加坡，其人均國內生產總值卻屬名列前茅。

## 數據比較
| 美国 | 19,390,120 （第1） | 586 （第1）[h] | 1,576,000 （第2） | 2,352,000 （第1） |
| 中华人民共和国 | 12,014,610 （第2） | 249 （第2）[i] | 2,157,000 （第1） | 1,731,000 （第2） |
| 日本 | 4,872,135 （第3）  | 219 （第3）    | 683,300 （第4）   | 625,700 （第4）   |
| 德国 | 3,684,816 （第4）  | 50 （第9）     | 1,401,000 （第3） | 1,104,000 （第3） |
| 英国 | 2,624,529 （第5）  | 99 （第4）[j]  | 436,500 （第10）  | 602,500 （第5）   |
| 印度 | 2,611,012 （第6）  | 56 （第7）     | 299,300 （第20）  | 426,800 （第11）  |
| 法國 | 2,583,560 （第7）  | 61 （第6）     | 541,300 （第6）   | 576,300 （第6）   |
| 巴西 | 2,054,969 （第8）  | 19 （第19）    | 215,400 （第26）  | 151,900 （第29）  |
| 義大利 | 1,937,894 （第9）  | 27 （第13）    | 499,100 （第9）   | 426,700 （第12）  |
| 加拿大 | 1,652,412 （第10） | 54 （第8）     | 433,000 （第11）  | 443,700 （第9）   |
| | 1,538,030 （第11） | 67 （第5）     | 552,300 （第5）   | 448,400 （第8）   |
| 俄羅斯 | 1,527,469 （第12） | 25 （第15）    | 259,300 （第19）  | 194,044 （第23）  |
| | 1,379,548 （第13） | 35 （第12）    | 184,300 （第25）  | 208,000 （第20）  |
| 西班牙 | 1,313,951 （第14） | 26 （第14）    | 266,300 （第18）  | 309,020 （第15）  |
| 墨西哥 | 1,149,236 （第15） | 15 （第22）    | 359,300 （第12）  | 405,020 （第12）  |
| 荷蘭 | 824,480 （第18）   | 22 （第17）    | 526,400 （第8）   | 435,400 （第10）  |
| 沙烏地阿拉伯 | 683,827 （第19）   | 21 （第18）    | 205,300 （第21）  | 172,400 （第27）  |
| 瑞士 | 678,575 （第20）   | 45 （第11）    | 301,100 （第16）  | 252,400 （第17）  |
| 臺灣 | 571,453 （第22）   | 47 （第10）    | 344,600 （第14）  | 272,600 （第18）  |
| 瑞典 | 538,575 （第23）   | 23 （第16）    | 151,100 （第29）  | 172,600 （第28）  |
| ^a 不含屬地。 ^b 2017年。 ^c 2016年。 ^d 2017年。^e CIA世界概況將歐盟列入排名，本列表未將歐盟列入排名。 ^f 2017年。 ^g CIA世界概況將歐盟列入排名，本列表未將歐盟列入排名。 ^f 含波多黎各。 ^i 含香港。 ^j 含百慕達。 |                    |                |                   |                   |